# Homaloptera nebulosa
Homaloptera nebulosa és una espècie de peix de la família dels balitòrids i de l'ordre dels cipriniformes.

## Morfologia
Els mascles poden assolir els 3,6 cm de longitud total.

## Distribució geogràfica
Es troba a Malàisia i Indonèsia.